# Nikshamma
Nikshamma fou un districte oriental d'Assíria que incloïa la ciutat de Shurgadia. Probablement era un principat mede. Shurgadia estava entre Ganguhtu (desconeguda) i Kishesim més al sud. El 716 aC, en temps de Sargon II, el governador local Shepa-sharru, tributari d'Assíria, es va revoltar per causes desconegudes. La revolta fou sufocada i el territori agregat a la província assíria de Parsua.